# Ага-хан III
Султа́н Муха́ммад-ша́х, Ага́-ха́н III (2 ноября 1877[…], Карачи, Британская Индия — 11 июля 1957[…], Версуа, Женева) — 48-й наследственный имам общины исмаилитов-низаритов. Всю жизнь боролся за независимость Индии, отстаивал также национальные интересы Пакистана.

## Биография

### Происхождение
Прямой потомок пророка Мухаммеда через его двоюродного брата и зятя Али ибн Абу Талиба и его жену Фатиму. Отец — Ага-хан II. Мать — Алия Шамсуль-Мулюк, внучка Фетх Али-шаха, каджарского шахиншаха Персии.

### Карьера
В 1885 году стал 48-м имамом мусульман шиитов-исмаилитов-низаритов.
В 1906 году стал одним из основателей и первым президентом Индийской Мусульманской лиги, которая позже сыграла важную роль в создании независимого государства Пакистан. Вышел из состава лиги в 1913 году.
Ага-хан путешествовал по отдалённым уголкам мира, чтобы получить почтение своих последователей, а также с целью либо урегулирования разногласий, либо повышения их благосостояния с помощью финансовой помощи и личных советов и наставлений. Звание рыцаря-командора Индийской империи (РКИИ) было присвоено ему королевой Викторией в 1897 году; и он был произведён в рыцари-гранд-командоры (GCIE) в списке коронационных почестей 1902 года и наделён этим званием королем Эдуардом VII в Букингемском дворце в 24 октября 1902 года. Георг V (1912) произвёл его в рыцари Великого командора ордена Звезды Индии (ВКЗИ), а в 1923 году назначил членом ВКГВ. Он получил аналогичное признание за свои общественные заслуги от германского императора, турецкого султана, персидского шаха и других властителей.
В 1906 году Ага-хан был одним из основателей и первым президентом Всеиндийской мусульманской лиги, политической партии, которая выступала за создание независимого мусульманского государства в северо-западных регионах Индии, находившихся тогда под британским колониальным правлением, а затем основала страну Пакистан в 1947 году.
Во время трех конференций за круглым столом в Лондоне с 1930 по 1932 год он сыграл важную роль в проведении конституционных реформ в Индии.
В 1934 году он был избран членом Тайного совета, а в сентябре 1937 года стал президентом Восемнадцатой Ассамблеи Лиги Наций (1937—1938) 

### Имамат

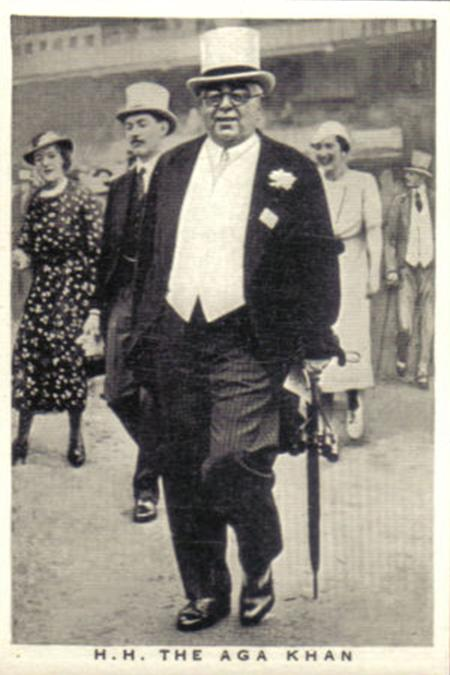
Ага-хан в 1936 году

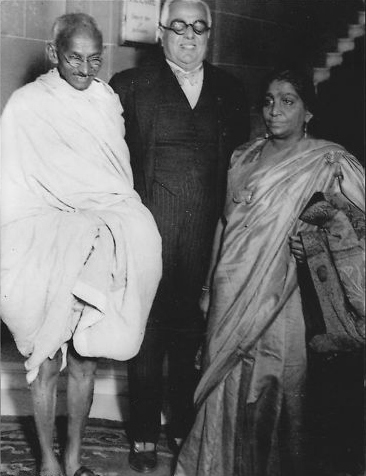
Ага-хан с Махатмой Ганди и Сароджини Найду

Под руководством сэра султана Мухаммад-шаха Ага-хана III первая половина XX века была периодом значительного развития исмаилитской общины. На Индийском субконтиненте и в Восточной Африке были созданы многочисленные институты социального и экономического развития. Исмаилиты отметили юбилеи своих имамов публичными торжествами, которые являются символическим подтверждением уз, связывающих исмаилитского имама и его последователей. Хотя Юбилеи не имеют религиозного значения, они служат подтверждением приверженности имамата во всем мире улучшению качества человеческой жизни, особенно в развивающихся странах.
В Индии, а затем и в Пакистане были созданы институты социального развития, по словам Ага-хана III, «для облегчения положения человечества». Они включали такие учреждения, как Diamond Jubilee Trust и Platinum Jubilee Investments Limited, которые, в свою очередь, способствовали росту различных типов кооперативных обществ. Средняя школа для девочек «Бриллиантовый юбилей» была открыта в отдалённых северных районах нынешнего Пакистана. Кроме того, стипендиальные программы, учрежденные во время Золотого юбилея для оказания помощи нуждающимся студентам, постепенно расширялись. В Восточной Африке были созданы крупные институты социального обеспечения и экономического развития. Меры, связанные с социальным обеспечением, включали ускоренное развитие школ и общественных центров, а также современную, полностью оборудованную больницу в Найроби. Среди институтов экономического развития, созданных в Восточной Африке, были такие компании, как Diamond Jubilee Investment Trust (ныне Diamond Trust of Kenya) и Jubilee Insurance Company, которые котируются на Найробийской фондовой бирже и стали крупными игроками в национальном развитии.

#### Реформы
Сэр Султан Мухаммад-шах также провёл организационные реформы, которые дали исмаилитским общинам средства для структурирования и регулирования своих собственных дел. Они были построены на мусульманской традиции общинной этики, с одной стороны, и ответственной индивидуальной совести со свободой обсуждать свои собственные моральные обязательства и судьбу — с другой. В 1905 году он издал первую исмаилитскую Конституцию для социального управления сообществом в Восточной Африке. Новая администрация по делам Сообщества была организована в иерархию советов на местном, национальном и региональном уровнях. Конституция также устанавливает правила в таких вопросах, как брак, развод и наследование, руководящие принципы взаимного сотрудничества и поддержки среди исмаилитов и их взаимодействия с другими общинами. Аналогичные конституции были промульгированы в Индии, и все они периодически пересматривались с учетом возникающих потребностей и обстоятельств в различных условиях.

### Религиозные и социальные взгляды
Ага-хан находился под глубоким влиянием взглядов сэра Саида Ахмад-хана. Наряду с сэром Саидом Ага-хан был одним из спонсоров и основателей Алигархского Университета, для которого он неустанно собирал средства и которому пожертвовал большие суммы своих собственных денег. Самого Ага-хана можно считать исламским модернистом и интеллектуалом движения Алигарх.
С религиозной точки зрения Ага-хан придерживался модернистского подхода к исламу. Он верил, что между религией и современностью нет противоречия, и призывал мусульман принять современность. Хотя Ага-хан выступал против массового копирования мусульманами западного общества, он верил, что расширение контактов с Западом в целом пойдёт на пользу мусульманскому обществу. Он был интеллектуально открыт для западной философии и идей и верил, что взаимодействие с ними может привести к возрождению исламской мысли.
Как и многие другие исламские модернисты, Ага-хан был невысокого мнения о традиционном религиозном истеблишменте (улемах), а также о том, что он считал их жёстким формализмом, законничеством и буквализмом. Вместо этого он выступал за возобновление иджтихада (независимого рассуждения) и иджма (консенсуса), последнее из которых он понимал в модернистском ключе как достижение консенсуса. По его словам, мусульмане должны вернуться к первоисточникам, особенно к Корану, чтобы открыть для себя истинную сущность и дух ислама. Как только принципы веры будут открыты, они будут рассматриваться как универсальные и современные. Ислам, по его мнению, обладал основополагающим либеральным и демократическим духом. Он также призвал к полным гражданским и религиозным свободам, миру и разоружению, а также прекращению всех войн.
Ага-хан выступал против сектантства, которое, по его мнению, подрывало силу и единство мусульманской общины. В частности, он призвал к сближению суннизма и шиизма. Это не означало, что он думал, что религиозные различия исчезнут, и он сам наставлял своих последователей-исмаилитов быть преданными своему собственному учению. Однако он верил в единство через принятие разнообразия и уважение различий во мнениях. 
Ага-хан призвал к социальным реформам в мусульманском обществе, и он смог осуществить их в своей собственной исмаилитской общине. Поскольку он считал ислам по сути гуманитарной религией, Ага-хан призвал к сокращению и искоренению бедности. Как и сэр Саид, Ага-хан был обеспокоен тем, что мусульмане отстали от индуистской общины в плане образования. По его словам, образование было путём к прогрессу. Он был неутомимым сторонником обязательного и всеобщего начального образования, а также создания высших учебных заведений.
Что касается прав женщин, Ага-хан был более прогрессивен в своих взглядах, чем сэр Саид и многие другие исламские модернисты своего времени. Ага-хан сформулировал своё стремление к правам женщин не просто в контексте того, что женщины являются лучшими матерями или жёнами, а скорее для собственного блага женщин. Он поддержал духовное равенство мужчин и женщин в исламе, а также призвал к полному политическому равенству. Это включало право голоса и право на образование. Что касается последнего вопроса, то он одобрил обязательное начальное образование для девочек. Он также поощрял женщин получать высшее университетское образование и не видел ничего плохого в совместных учебных заведениях. В то время как сэр Саид отдавал приоритет образованию мальчиков, а не девочек, Ага-хан наставлял своих последователей, что если у них есть сын и дочь, и если они могут позволить себе отправить в школу только одного из них, они должны отправить дочь, а не мальчика.
Ага-хан проводил кампанию против институтов пурда и зенана, которые, по его мнению, были репрессивными и неисламскими институтами. Он полностью запретил пурду и покрывало для лица своим последователям-исмаилитам. Ага-хан также ограничил многожёнство, поощрял браки с вдовами и запретил детские браки. Он также сделал законы о браке и разводе более справедливыми по отношению к женщинам. В целом, он призвал женщин принимать участие во всех национальных мероприятиях и агитировать за их полные религиозные, социальные и политические права.
Сегодня, во многом благодаря реформам Ага-хана, исмаилитская община является одной из самых прогрессивных, мирных и процветающих ветвей ислама.

## Семья
- 2 ноября 1896 года в Пуне (Индия) женился на Шахзади Бегум, своей двоюродной сестре, внучке Ага-хана I.
- 1908 — женился на Клеопе Терезе Маджильано (1888—1926), танцовщице Театра оперы и балета Монте Карло.

У них двое сыновей:
1. Принц Джузеппе Махди-хан (1911)
2. Принц Али Салман Ага-хан (1911—1960), был женат на знаменитой актрисе Рите Хейворт

Тереза приняла ислам, именовалась принцессой Ага-хан. Умерла после операции, проведённой 1 декабря 1926 года.
- 7 декабря 1929 года во Франции женился на бывшей продавщице Андрэ Жозефине Каррон (1898—1976). Религиозный обряд бракосочетания состоялся в Бомбее 13 декабря 1929 года. Брак расторгнут в 1943 году.

Их сын — Принц Садруддин Ага-хан.
- 9 октября 1944 года, в Женеве (Швейцария) сочетался браком с Ивонной Бланш Лабрусс (1906—2000). Являлась «Мисс Лион 1929» и «Мисс Франция 1930».

### Труды

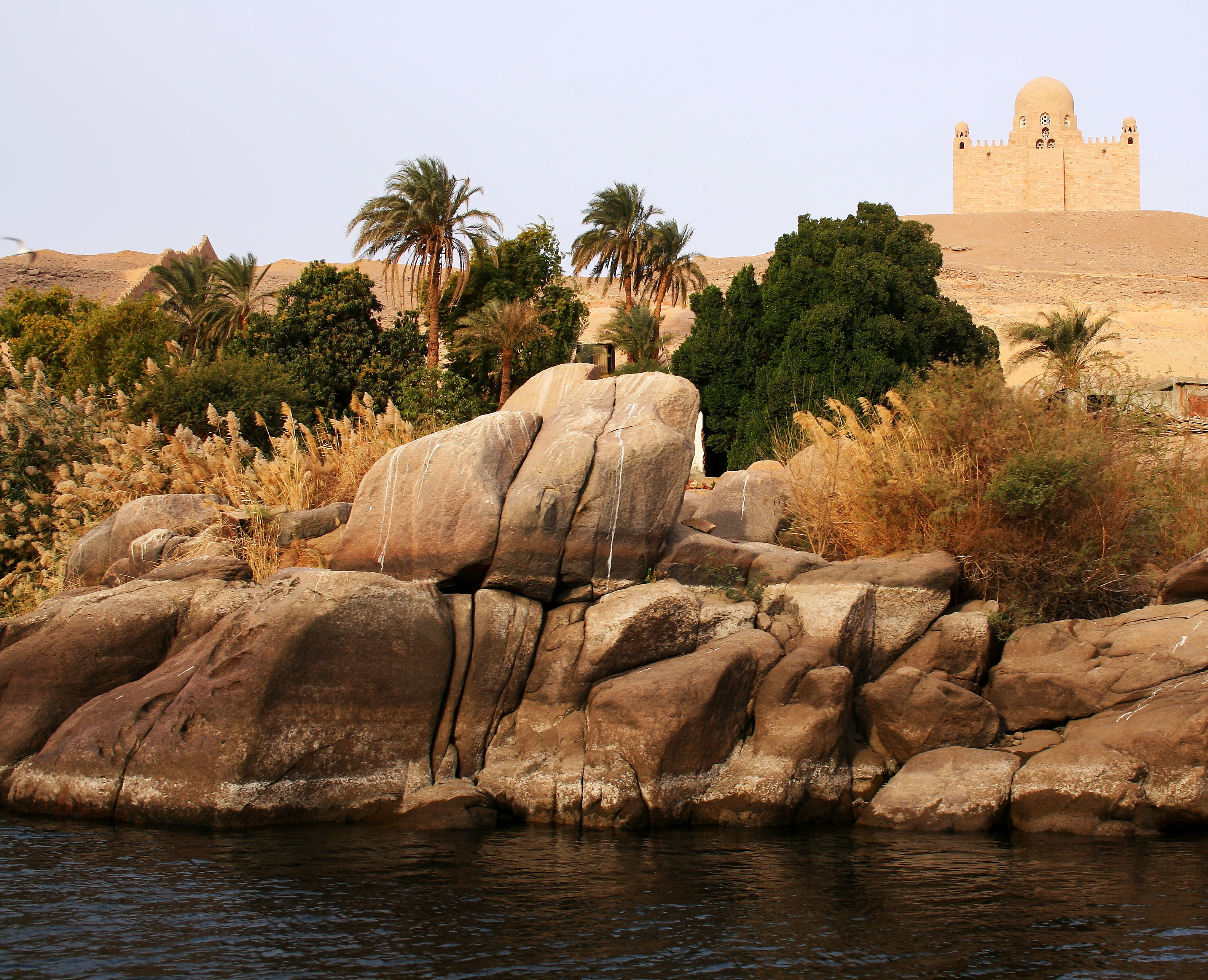
Мавзолей Ага-хана на берегу Нила.

Он написал ряд книг и статей, две из которых имеют огромное значение, а именно:
1. «Индия в переходный период» (англ. India in Transition), о политике подготовки Индии
2. «Мемуары Ага-хана: Мир достаточно и время» (англ. The Memoirs of Aga Khan: World Enough and Time), его автобиография.

Ага-хан III предложил «Южноазиатскую федерацию» в «Индии в переходный период», чтобы Индия могла быть реорганизована в несколько штатов, и эти штаты должны иметь собственные автономии. Он был первым человеком, который разработал подробный план такой федерации Индии.

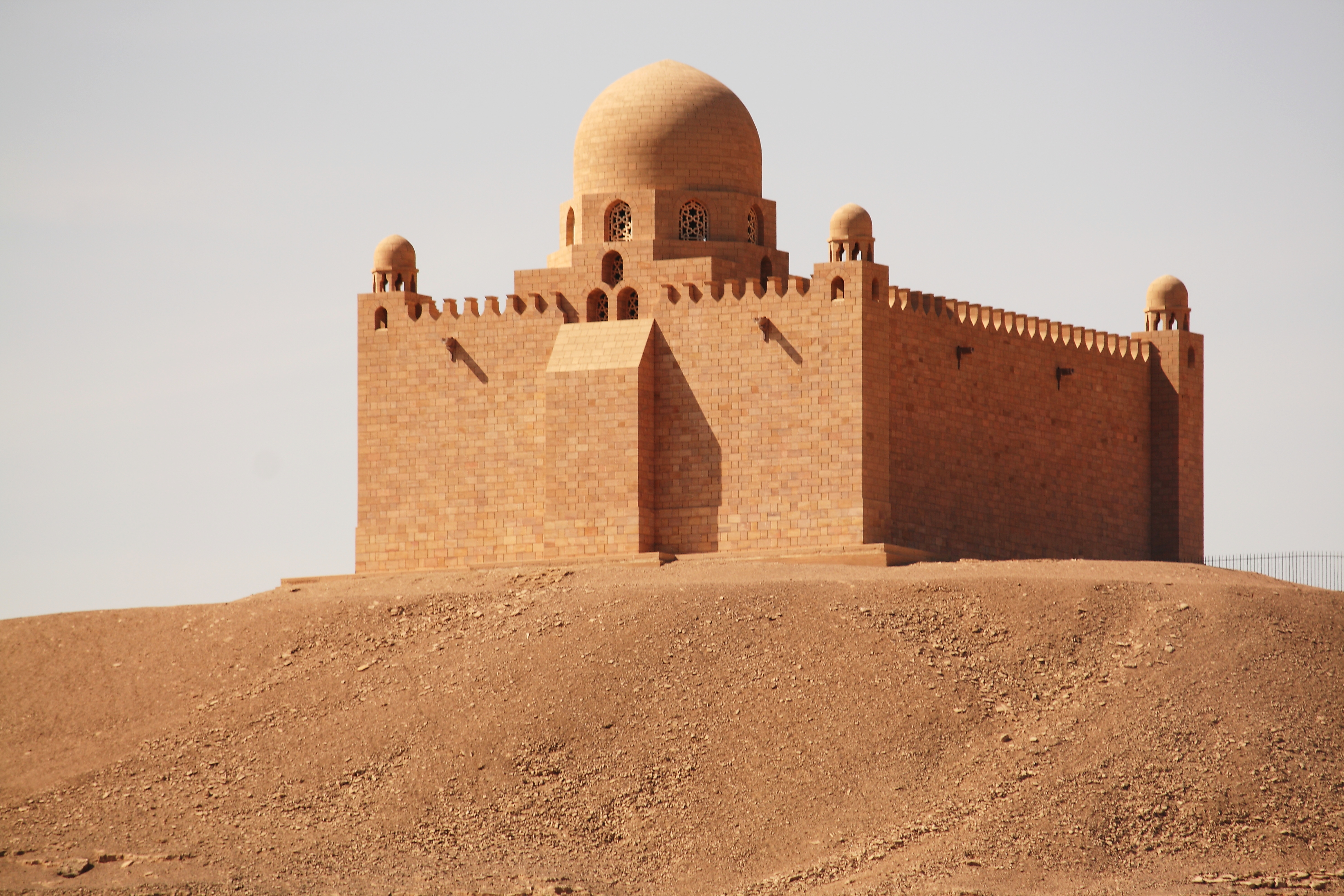
Мавзолей Ага-хана — Асуан, Египет

## Смерть и наследование
Ага-хана III сменил на посту Ага-хана его внук Карим Ага-хан, который являлся имамом мусульман-исмаилитов вплоть до собственной смерти в 2025 году. На момент смерти Ага-хана 11 июля 1957 года члены его семьи находились в Версуа. Адвокат привёз завещание Ага-хана III из Лондона в Женеву и зачитал его перед семьей:

«Со времён моего предка Али, первого имама, то есть на протяжении тринадцати столетий, всегда было традицией нашей семьи, что каждый имам выбирает своего преемника по своему абсолютному и неограниченному усмотрению из числа любых его потомков, будь то сыновья или отдалённые потомки мужского пола, и в этих обстоятельствах и ввиду коренным образом изменившихся условий в мире в самые последние годы в связи с происшедшими великими переменами, включая открытия атомной науки, я убеждён что в интересах шиитской мусульманской исмаилитской общины, чтобы меня сменил молодой человек, который воспитывался и развивался в течение последних лет и в разгар новой эпохи и который привнесет в свою жизнь новый взгляд на жизнь — должность имама. По этим причинам я назначаю моего внука Карима, сына моего собственного сына Али Салман-хана, наследником титула Ага-хана, а также имамом и пиром всех последователей шиитов-исмаилитов»
Ага-хан III скончался 11 июля 1957 года в своём доме в Версуа (Швейцария). В 1959 году захоронен в специально построенном для этого мавзолее в Асуане (Египет).
Мавзолей построен в стиле гробницы Фатимидов в Каире. В мавзолее с перекрытым куполом внутренним помещением и открытой лестницей из асуанского гранита установлен белый, украшенный изречениями из Корана мраморный саркофаг. У изголовья — изящная вазочка с единственной розой. Розу меняют каждое утро.

## Память
Pakistan Post выпустила специальную почтовую марку «Столетие со дня рождения Ага-хана III» в его честь в 1977 году. Pakistan Post снова выпустила почтовую марку в его честь в своей серии «Пионеры свободы» в 1990 году.

## Награды
- Великий командор ордена Звезды Индии
- Первая степень Королевского прусского ордена Короны
- Кавалер Большого креста ордена Святого Михаила и Святого Георгия
- Великий командор ордена Индийской империи
- Кавалер Большого креста Королевского Викторианского ордена